# اسنودونیا ۱۲۹۰۹۲
سیارک ۱۲۹۰۹۲ (به انگلیسی: 129092 Snowdonia، نامگذاری:2004WB10) صد و بیست و نه هزار و نود و دومین سیارک کشف شده‌است که در ۱۹ نوامبر ۲۰۰۴ کشف شد.